# Jevgenij Ustiugov
Jevgenij Romanovitj Ustiugov (ryska: Евгений Романович Устюгов), född 4 juni 1985 i Krasnojarsk, är en rysk skidskytt som tävlat i världscupen sedan 2008/2009. Han deltog vid VM för juniorer 2006 där han vann två individuella guld. Som senior deltog han vid VM 2009 men blev som bäst tjugonde i masstarten. Vid OS i Vancouver 2010 vann han masstarten över 15 kilometer. I samma olympiska spel vann Ustiugov en bronsmedalj i stafetten över 4 x 7,5 km.
Ustiugov ingick i det ryska skidskyttelaget vid OS i Sotji 2014 tillsammans med Aleksej Volkov, Dmitrij Malysjko och Anton Sjipulin. Laget tog guld i stafetten men blev 2020 av med medaljen efter att Ustiugov fällts för doping.
I världscupssammanhang har han vunnit två tävlingar, båda under 2009/2010.

## Världscupsegrar (individuellt)
| Datum            | Plats    | Land      | Disciplin |
| ---------------- | -------- | --------- | --------- |
| 20 december 2009 | Pokljuka | Slovenien | Jaktstart |
| 9 januari 2010   | Oberhof  | Tyskland  | Sprint    |